# Liste der Stolpersteine in Frankfurt-Riederwald
Die Liste der Stolpersteine in Frankfurt am Main führt die vom Künstler Gunter Demnig verlegten Stolpersteine in Frankfurt am Main auf. Die Initiative Stolpersteine in Frankfurt am Main e. V. hat seit November 2003 die Verlegung von ca. 2000 Stolpersteinen, mindestens fünf Kopfsteinen und mindestens vier Stolperschwellen veranlasst. Die Initiative wird von der Stadt Frankfurt sowie von zahlreichen Institutionen, darunter das Jüdische Museum und das Institut für Stadtgeschichte unterstützt.
Die Steine erinnern an Menschen, die während der Zeit des Nationalsozialismus verfolgt, verhaftet, gequält, entrechtet, zur Flucht oder zum Suizid getrieben oder ermordet wurden. An ihrem letzten frei gewählten Wohnort in Frankfurt erinnern die Steine an alle Opfer des Nationalsozialismus: an Juden, Sinti und Roma, politisch Verfolgte, Zeugen Jehovas, Homosexuelle und Zwangsarbeiter, an als „asozial“ gebrandmarkte Menschen und an die Opfer der sogenannten „Euthanasie“-Morde an Kranken und Behinderten.
Im Oktober 2018 verlegte Gunter Demnig in Frankfurt den europaweit siebzigtausendsten Stein.
Die Stadtteile sind nach der Liste der Stadtteile von Frankfurt am Main angelegt. In den nicht gelisteten Stadtteilen liegen bislang keine Stolpersteine.
Über die hinter den Namen der Opfer liegenden Links lässt sich die zugehörige Biographie auf der Homepage der Stadt Frankfurt aufrufen.

## Liste
| Adresse                      | Name                 | Verfolgungsschicksal | Verlegedatum      | Bild                                              | Anmerkung               |
| ---------------------------- | -------------------- | --- | ----------------- | ------------------------------------------------- | ----------------------- |
| Am Alten Volkshaus 1 ·       | Johanna Tesch        | Johanna Tesch, geb. Carillon geb. 1875 Mitglied SPD verhaftet 22.8.1944 "Aktion Gitter" Gefängnis Frankfurt KZ Ravensbrück ermordet 13.5.1945 | 17. Juni 2024     |                                                   | siehe auch Wiki-Artikel |
| Raiffeisenstraße 25 ·        | Caecilie Breckheimer | Caecilie Breckheimer, geb. Segalowitsch geb. 29.1.1895 deportiert Frühjahr 1943 Auschwitz ermordet 26.7.1943                                  | 5. Juni 2011      | Stolpersteine Raiffeisenstr 25                    |                         |
| Schultze-Delizsch-Straße 6 · | Berta Ochs           | Berta Ochs, geb. Hessenberger geb. 15.1.1891 deportiert 22.11.1941 Kaunas ermordet 25.11.1941                                                 | 19. November 2011 | Stolperstein Schulze-Delizsch-Str. 6 Ochs Bertha  |                         |
| Schultze-Delizsch-Straße 6 · | Edgar Ochs           | Edgar Ochs geb. 21.9.1924 deportiert 22.11.1941 Kaunas ermordet 25.11.1941                                                                    | 19. November 2011 | Stolperstein Schulze-Delizsch-Str. 6 Ochs Edgar   |                         |
| Schultze-Delizsch-Straße 6 · | Irmgard Ochs         | Irmgard Ochs geb. 26.4.1923 deportiert 22.11.1941 Kaunas ermordet 25.11.1941                                                                  | 19. November 2011 | Stolperstein Schulze-Delizsch-Str. 6 Ochs Irmgard |                         |
| Schultze-Delizsch-Straße 6 · | Max Ochs             | Max Ochs geb. 17.4.1889 deportiert 22.11.1941 Kaunas ermordet 25.11.1941                                                                      | 19. November 2011 | Stolperstein Schulze-Delizsch-Str. 6 Ochs Max     |                         |
| Lassallestraße 3 ·           | Leopold Ullmann      | Leopold Ullmann geb. 29.9.1871 Suizid Tot 11.12.1938                                                                                          | 19. November 2011 | Stolperstein für Leopold Ullmann                  |                         |
| Am Erlenbruch 10 ·           | Karl Waßmann         | Karl Waßmann geb. 25.12.1885 deportiert 1941 Hadamar ermordet 14.3.1941                                                                       | 19. November 2011 | Stolperstein für Karl Wassmann                    |                         |